# Centrale hydroélectrique de Voikkaa

La centrale hydroélectrique de Voikkaa (finnois : Voikkaan vesivoimalaitos) est une centrale hydroélectrique située dans le quartier Voikkaa à Kouvola en Finlande.

## Caractéristiques
Kymmene Aktiebolaget' a commencé les travaux de construction de la centrale électrique de Voikka conçue par l'architecte Birger Federley en 1922, et la construction de la centrale électrique  s'est achevée un an plus tard. 
Au moment de son achèvement, la centrale électrique était la plus grande centrale hydroélectrique de Finlande et l'énergie qu'elle produisait était utilisée comme source d'énergie pour l'usine de transformation du bois et de papier de Kymmene. 
La centrale a été rénovée pour la première fois en 1962, la deuxième fois dans les années 1990 et la troisième fois en 2011-2013.
Depuis 2006, la centrale appartient à UPM, avant elle a appartenu à Kymmene de  1922 à 1988, et à Varma de 1988 à 2006.